# Megalognatha deformicornis
Megalognatha deformicornis là một loài bọ cánh cứng trong họ Chrysomelidae. Loài này được Quedenfeldt miêu tả khoa học năm 1888.